# Fântâna din Piața veche, Braunschweig

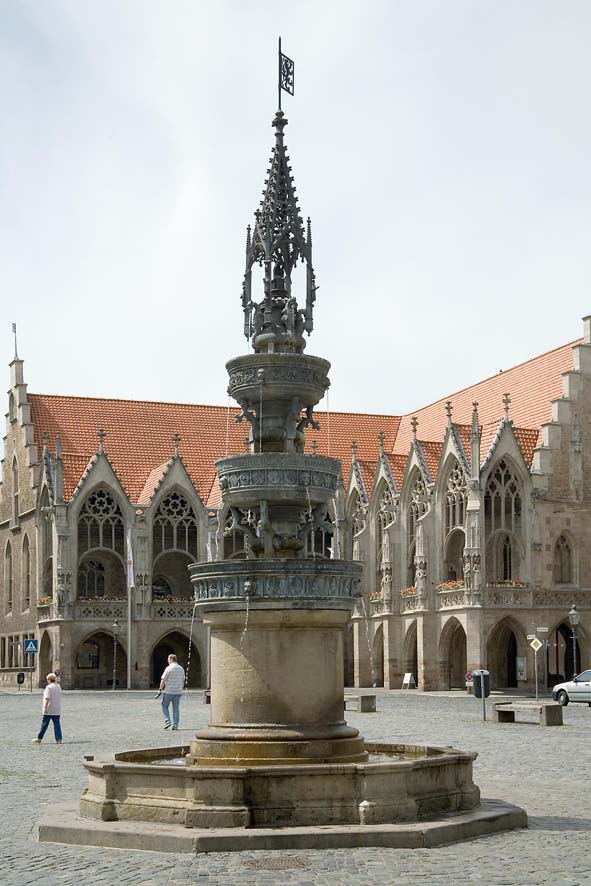
Fântâna din Piața veche, Braunschweig

Fântâna din Piața veche (germană: Altstadtmarktbrunnen sau Marienbrunnen)   a fost construită în noiembrie 1408 în piața veche din Braunschweig, Germania. Ea face parte împreună cu Braunschweiger Löwe (Leul din Braunschweig) din puținele monumente istorice renumite pe plan internațional care s-au păstrat în oraș. Fântâna este o construcție de tipul gotic târziu cu trei bazine de apă, pe ea se poate citi inscripția latină anno domini MCCCC VIII vigilia katerine fusa est - (În anul domnului 1408 a fost turnată în seara Sf. Catarina) ceace înseamnă data de 24 noiembrie 1408. Plumbul a fost folosit ca metalul  la turnare, zăcăminte de plumb fiind în Rammelsberg lângă Goslar. Fântâna are o formă piramidală cu trei bazine de apă, fiind ornată cu steme, figuri florale și inscripții latine. Ea a servit în trecut ca sursă de apă potabilă și ca sursă de apă pentru stingerea incendiilor.  